# Condado de McCormick
El condado de McCormick  (en inglés: McCormick County, South Carolina), fundado en 1914, es uno de los 46 condados del estado estadounidense de Carolina del Sur. En el año 2000 tenía una población de 9958 habitantes con una densidad poblacional de 11 personas por km². La sede del condado es McCormick.

## Geografía
Según la Oficina del Censo, el condado tiene un área total de 1020 km² (393,8 mi²), de la cual 932 km² (359,8 mi²) es tierra y 88 km² (34,0 mi²) es agua.
El condado fue formado en 1916 a partir de piezas de Edgefield, Abbeville, y los condados de Greenwood.

### Condados adyacentes
- Condado de Greenwood noreste
- Condado de Edgefield este
- Condado de Columbia sur
- Condado de Lincoln oeste
- Condado de Elbert noroeste
- Condado de Abbeville noroeste

### Área Nacional Protegida
- Bosque Nacional Sumter (parte)

## Demografía
En el 2000 la renta per cápita promedia del condado era de $31 577, y el ingreso promedio para una familia era de $38 822. El ingreso per cápita para el condado era de $14 770. En 2000 los hombres tenían un ingreso per cápita de $28 824 contra $21 587 para las mujeres. Alrededor del 17.90% de la población estaba bajo el umbral de pobreza nacional.

## Lugares

### Ciudades y pueblos
- Clarks Hill
- McCormick
- Modoc
- Mount Carmel
- Parksville
- Plum Branch
- Willington